# Atoka (Tennessee)
Atoka és una població dels Estats Units a l'estat de Tennessee. Segons el cens del 2000 tenia 3.235 habitants.

## Demografia
Segons el cens del 2000, Atoka tenia 3.235 habitants, 1.075 habitatges, i 935 famílies. La densitat de població era de 187,3 habitants/km².
Dels 1.075 habitatges en un 49,2% hi vivien nens de menys de 18 anys, en un 75,6% hi vivien parelles casades, en un 7,7% dones solteres, i en un 13% no eren unitats familiars. En l'11% dels habitatges hi vivien persones soles el 2,7% de les quals corresponia a persones de 65 anys o més que vivien soles. El nombre mitjà de persones vivint en cada habitatge era de 3,01 i el nombre mitjà de persones que vivien en cada família era de 3,24.
Per edats la població es repartia de la següent manera: un 31,9% tenia menys de 18 anys, un 6,8% entre 18 i 24, un 35,8% entre 25 i 44, un 19,8% de 45 a 60 i un 5,7% 65 anys o més.
L'edat mediana era de 32 anys. Per cada 100 dones de 18 o més anys hi havia 98,1 homes.
La renda mediana per habitatge era de 58.583 $ i la renda mediana per família de 61.643 $. Els homes tenien una renda mediana de 38.721 $ mentre que les dones 24.487 $. La renda per capita de la població era de 19.644 $. Entorn del 3% de les famílies i el 4,4% de la població estaven per davall del llindar de pobresa.

## Poblacions més properes
El següent diagrama mostra les poblacions més properes.